# Liten gallspindling
Liten gallspindling (Cortinarius pluvius) är en svampart som först beskrevs av Elias Fries, och fick sitt nu gällande namn av Elias Fries 1838. Liten gallspindling ingår i släktet Cortinarius och familjen spindlingar.  Arten är reproducerande i Sverige. Inga underarter finns listade i Catalogue of Life.
I den svenska databasen Dyntaxa används istället namnet Cortinarius vibratilis sensu Brandrud för samma taxon.  Arten är reproducerande i Sverige.